# 克留格爾普馬蘭加國際機場
克留格爾普馬蘭加國際機場是位於南非普馬蘭加省尼爾斯普魯特東北27公里處的一個民用機場。建設於2001年開始，取代了較小的尼爾斯普魯特機場。現在，機場主要為克留格爾國家公園的旅客提供服務。有定期客運航班飛往其他南非城市以及區域目的地。多數的航班都是往約翰內斯堡。
機場航站樓雖然很小，但幾乎完全由茅草屋頂覆蓋，使其成為非洲最大的茅草結構，面積約為7,350平方米。

## 航空公司和目的地
| 航空公司     | 目的地                                                             |
| ------------ | ------------------------------------------------------------------ |
| 南非連接航空 | 開普敦、德班、約翰內斯堡–奧利弗·坦博、利文斯頓、斯庫庫扎、維蘭庫洛 |
| 聯邦航空     | 菲達、斯庫庫扎、迪姆巴法迪                                         |

## 畫廊

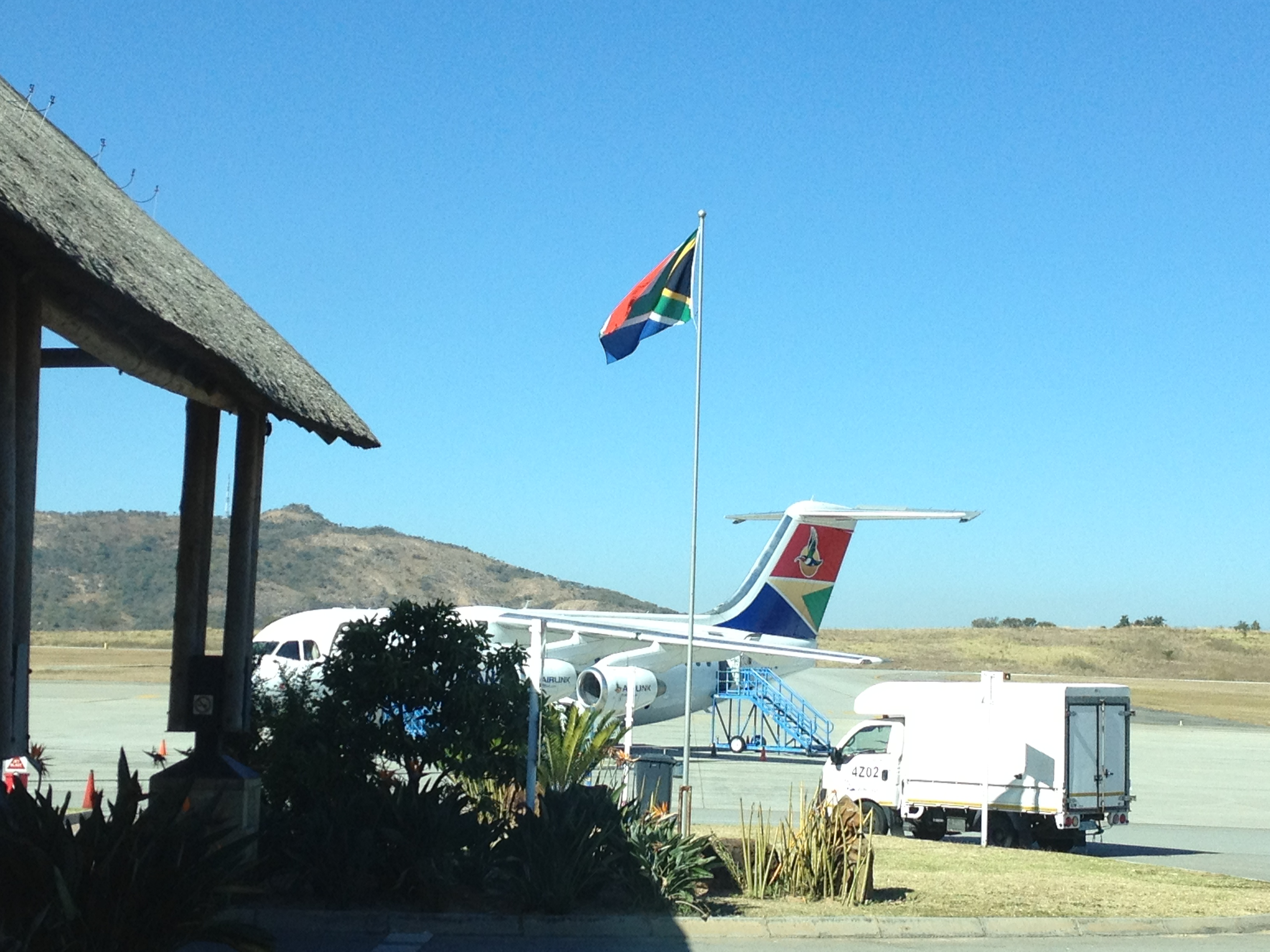
南非連接航空的英國宇航146型飛機在克留格爾普馬蘭加國際機場
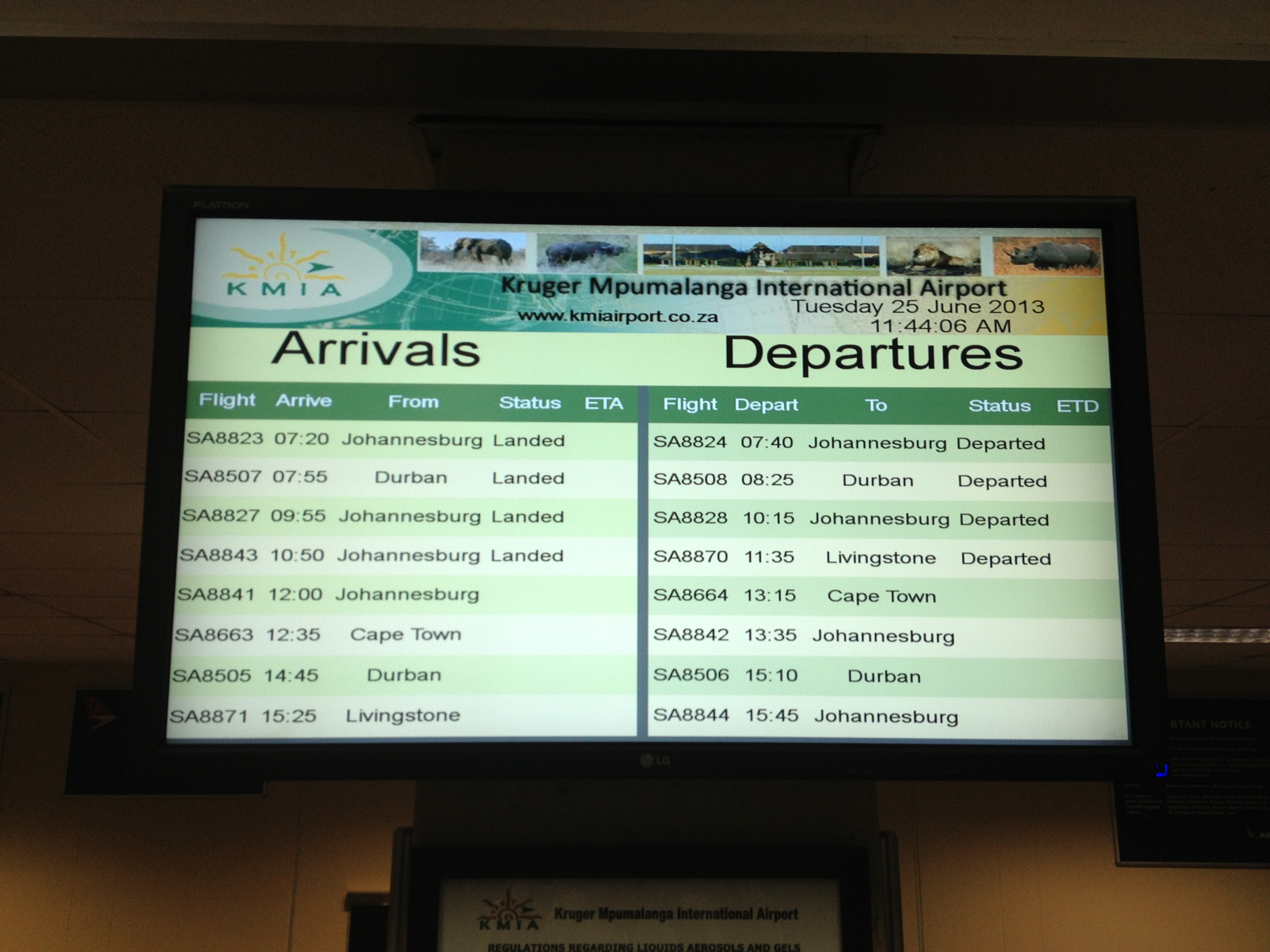
克留格爾普馬蘭加國際機場的航班
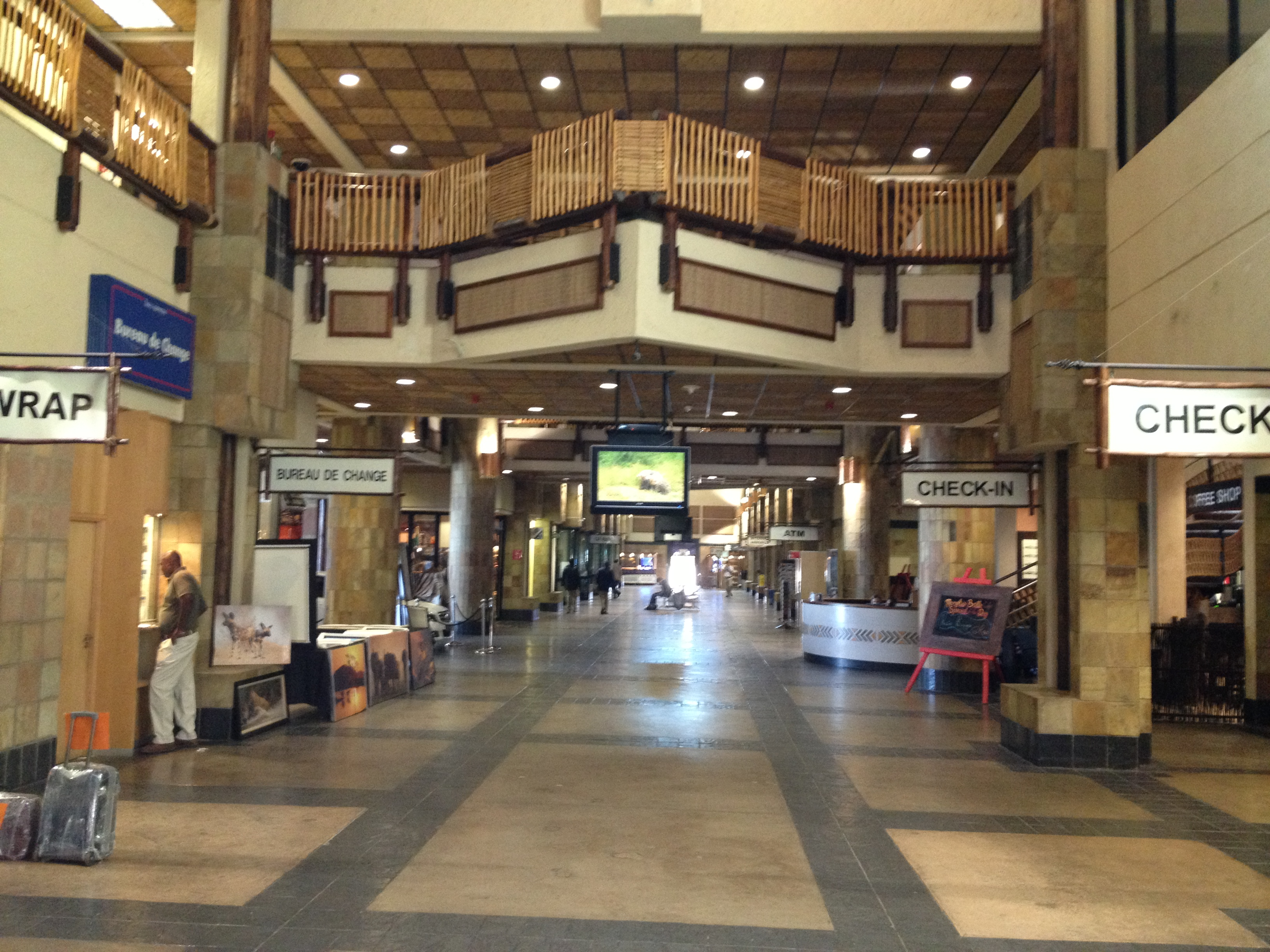
克留格爾普馬蘭加國際機場內
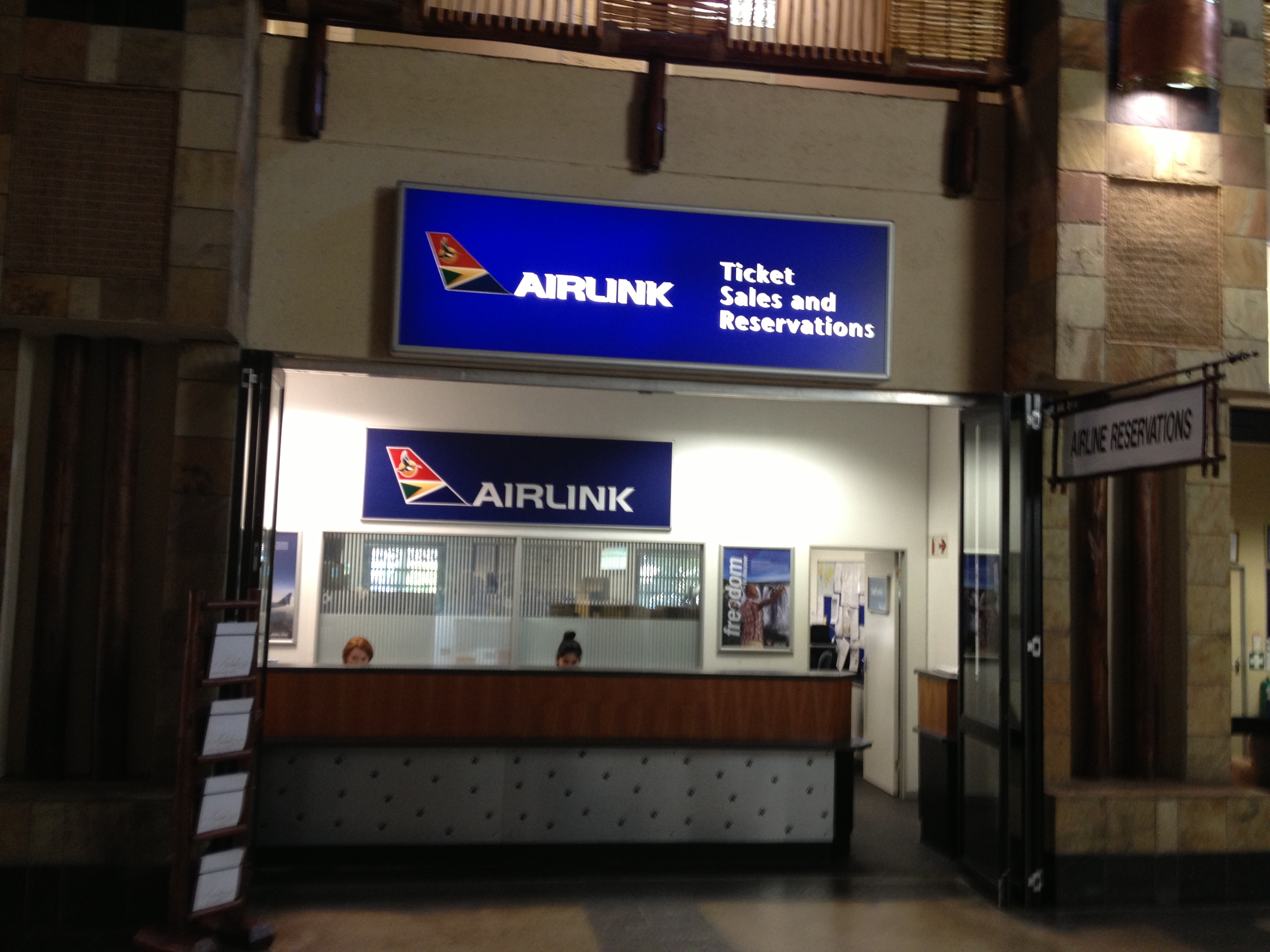
克留格爾普馬蘭加國際機場的櫃檯
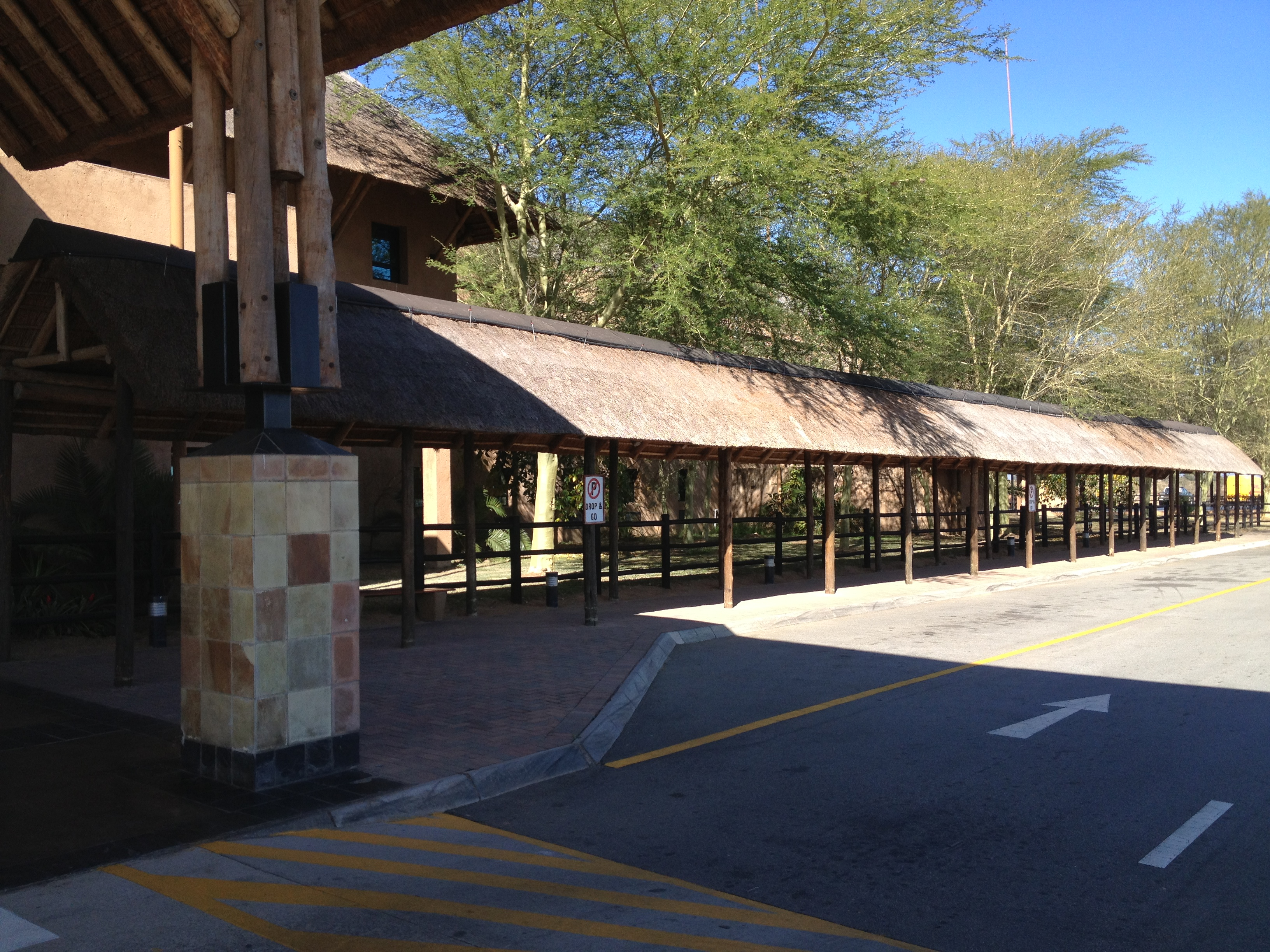
克留格爾普馬蘭加國際機場
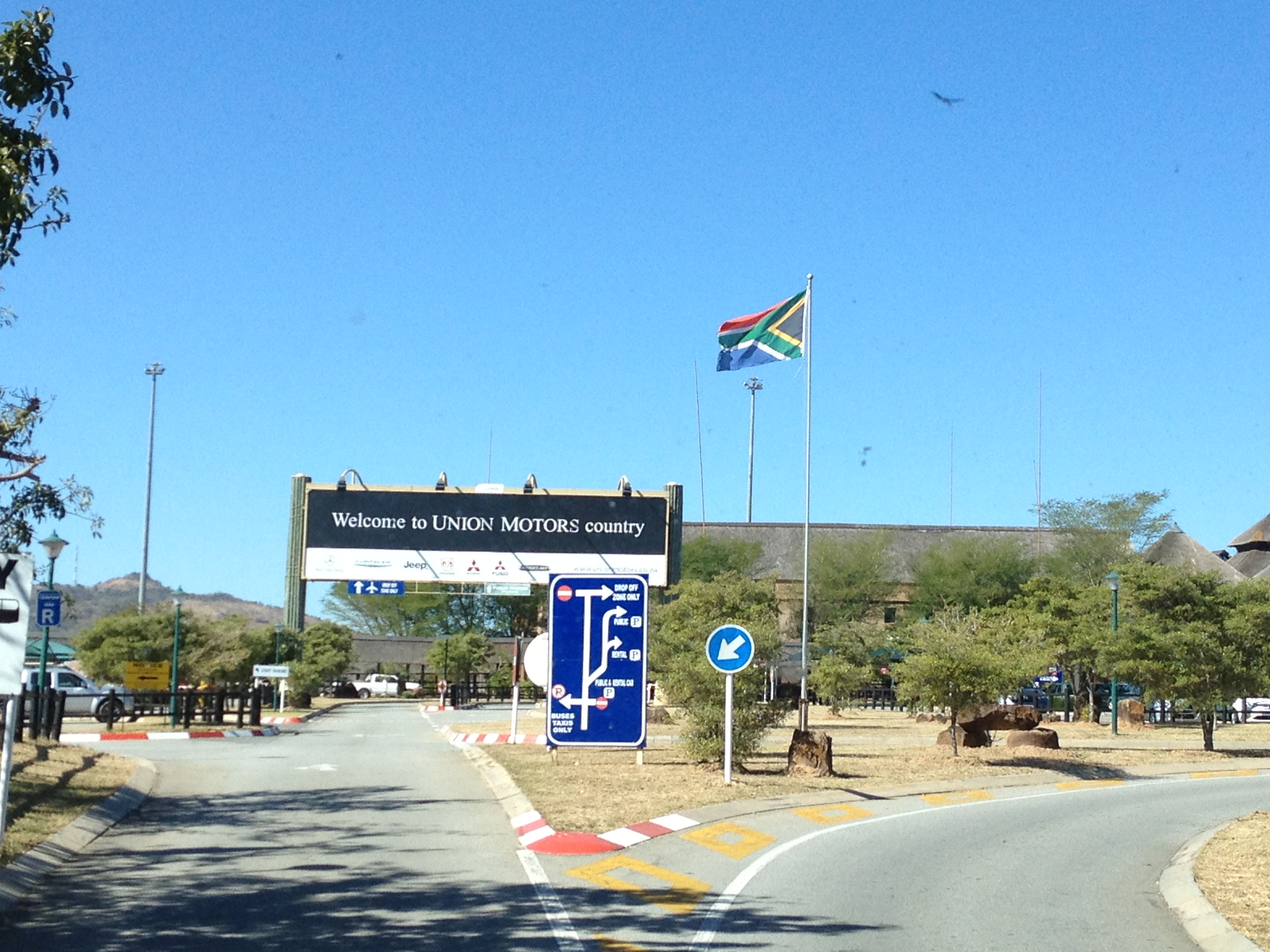
通往克留格爾普馬蘭加國際機場的道路

## 外部連結
- 機場官方網站 （页面存档备份，存于）
- 機場資料